# Gymnadenia eggeriana
Gymnadenia eggeriana là một loài thực vật có hoa trong họ Lan. Loài này được O.Gerbaud mô tả khoa học đầu tiên năm 1999.